# Josef Brzorád
Josef Brzorád (5. března 1810 Praha – 13. července 1899 Kosova Hora) byl rakouský a český statkář a politik, v 2. polovině 19. století poslanec Českého zemského sněmu.

## Biografie
Narozen v Praze, byl synem člena Svatováclavského výboru z roku 1848, JUDr. et PhDr. Jana Filipa Brzoráda (1765–1851) a Eleanory Holanové z Unhoště. Profesí byl velkostatkářem ve Vidovicích a Chlumu (součást obce Kunice). Byl křestním kmotrem otce F. X. Šaldy.
V roce 1835 se oženil s Prokopinou Doubkovou (1813–1882), dcerou poštmistra z Votic. Po dlouhou dobu byl okresním starostou v Jílovém, byl předsedou hospodářského spolku v Jílovém, požíval pověsti upřímného vlastence.
V 60. letech 19. století se zapojil i do zemské politiky. V zemských volbách v lednu 1867 byl zvolen na Český zemský sněm za kurii venkovských obcí (obvod Jílové – Říčany). Mandát obhájil i v krátce poté konaných zemských volbách v březnu 1867.
V srpnu 1868 patřil mezi 81 signatářů státoprávní deklarace českých poslanců, v níž česká politická reprezentace odmítla centralistické směřování státu a hájila české státní právo. V rámci tehdejší politiky české pasivní rezistence ale poslanecký mandát fakticky nevykonával, byl ho pro absenci zbaven v září 1868 a následně opět v září 1869 zvolen v doplňovacích volbách. Opětovně uspěl ve svém obvodu i ve volbách roku 1870 a volbách roku 1872. Česká pasivní rezistence byla mezitím obnovena. Brzorád tak nepřevzal mandát, byl jej zbaven a manifestačně znovu zvolen v doplňovacích volbách roku 1873. V doplňovacích volbách roku 1874 ho ovšem v jeho obvodu porazil poměrem 54 : 36 hlasů mladočeský kandidát Adolf z Mayersbachu. Do sněmu se vrátil až v řádných zemských volbách v roce 1878, kdy znovu uspěl za kurii venkovských obcí v obvodu Jílové – Říčany. Patřil k staročeské straně (Národní strana).
Zemřel v červenci 1899 ve vysokém věku na zámku Kosova Hora u barona Mladoty. Pochován byl do společného hrobu s manželkou na hřbitově v Mnichovicích. Náhrobek přenesen na nový hřbitov.